# 탕위안

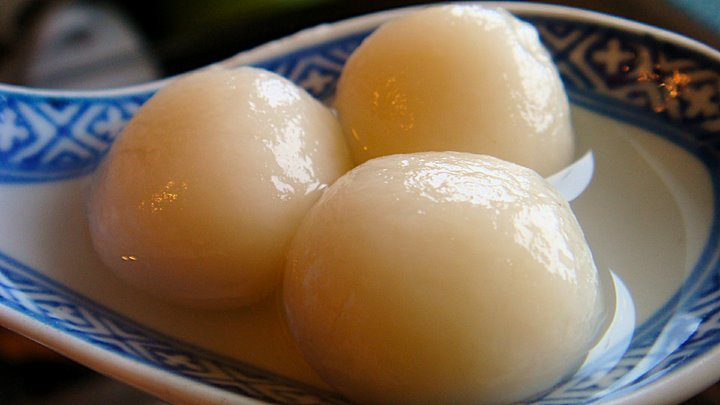

탕원(湯圓)은 찹쌀 가루로 경단을 만들어 속을 넣고 뜨거운 물에 삶아서 만든 중국 요리다. 주로 중화권 정월 보름 명절 행사인 원소절에 먹는 전통음식이다.

## 유래
지금도 중국 북부 지역에서는 명나라 영락제 시절에 원소절에서 따온 원소(元宵)라는 이름을 공식적으로 쓰고 있다.
“탕위안”의 탕(汤)(한국어:국물을 의미함),위안(圆)(한국어:둥글다)는 뜻을 지니고 있습니다.이 이름은 음식의 형태와 조리 방법을 반영합니다.
하지만 타이완을 비롯한 중국 남부 지역에서는 탕원을 쓰는데, 신해혁명으로 중화민국의 총통이 된 원세개가, 원(元)과 원(袁), 소(宵)와 소(消)가 음이 같아서 원소(袁消), 즉 ‘위안스카이를 소멸하자’는 뜻이라면서 1913년 원소절부터 원소를 탕원(湯圓)으로 부르게 했다고 한다.

## 의미와 상징
탕위안은 둥글고 완전한 형태로, 가족의 결속과 행복을 상징합니다. 명절에 가족이 모여 함께 먹는 것은 매우 중요한 전통입니다.
원소절에는 밝은 달을 보며 소원을 기원하는 풍습과 연결되어, 탕위안을 먹으며 가족의 안전과 행복을 기원합니다.
소를 넣지 않는 경우도 있는 등 지역마다 만드는 방법에 차이가 있지만, 그 모양이 동그란 것은 가정의 화목과 단란함을 상징한다.

## 조리법
찹쌀 가루를 둥글게 반죽하여 안에는 깨, 땅콩, 콩 등의 속을 넣어 채운다. 속은 달게 하거나, 짭짜름하게 하거나, 아예 속을 넣지 않는 경우도 있고, 중국 남방에서는 크게 만드는 편이다. 끓는 물에 넣고 삶아서 주 만들어 먹는다.
1. 재료 준비: 찹쌀가루 200g, 물 100ml, 팥앙금 100g.
2. 반죽: 찹쌀가루에 물을 조금씩 넣으며 반죽해 부드러운 덩어리를 만듭니다.
3. 속 채우기: 적당량의 반죽을 떼어내고 가운데에 팥앙금을 넣고 둥글게 만듭니다.
4. 삶기: 끓는 물에 탕위안을 넣고 떠오를 때까지 삶습니다.

틀:지식백과 인용

## 같이 보기
- 팥죽
- 녠가오
- 원소절